# 털보톡토기목
털보톡토기목은 몸길이 0.25~10mm 정도의 매우 작은 육각류이다. 배 부분은 6마디인데, 제1체절의 아랫면에는 복관(腹管)이라는 기관이 있으며 그 끝에는 점액으로 둘러싸인 주머니가 달려 있다. 암수 모두 일정한 생식기가 없으며, 말피기관도 없다. 일반적으로 육지의 축축하고 습한 곳에서 살며, 가시톡토기 등이 이에 속한다.

## 하위 분류
- Isotomoidea
  - Isotomidae
  - Actaletidae
  - †Protentomobryidae
- Coenaletoidea
  - Coenaletidae
- 가시톡토기상과
  - 가시톡토기과(Tomoceridae)
  - 민고리톡토기과(Oncopoduridae)
- 털보톡토기상과(Entomobryoidea)
  - 곱추털보톡토기과(Paronellidae)
  - 털보톡토기과(Entomobryidae)
  - Microfalculidae
  - †Oncobryidae
  - †Praentomobryidae

## 참고 자료
- 이 문서에는 다음커뮤니케이션(현 카카오)에서 GFDL 또는 CC-SA 라이선스로 배포한 글로벌 세계대백과사전의 내용을 기초로 작성된 글이 포함되어 있습니다.